# Guadalupe Sánchez Sosa
Guadalupe Sánchez Sosa (Córdoba, Veracruz, 1955) es una artista, documentalista y animadora mexicana. Reconocida como la primera mujer en dirigir una animación en México. En 2025 se cumplen 50 años de su trayectoria, desde su primer cortometraje Mentirosa (1975).

## Trayectoria
Egresada de “San Carlos” Escuela Nacional de Artes Plásticas ENAP UNAM, donde realizó sus primeras dos animaciones, Mentirosa (1975) e ¿Y si eres mujer? (1976). Con Mentirosa, Sánchez Sosa se convirtió en la primera mujer en dirigir una animación en México. Tomó cursos de especialización en Guion, Animación y Dirección de Arte. Ha realizado obra en diseño, ilustración, animación y dirección de arte en cine. Formó parte del Colectivo Cine Mujer participando en documentales (Es primera vez) y realizando animación (Vida de Ángel). De manera autodidacta se formó como directora de arte en Cine junto a María Novaro, Maryse Sistach y otras.  
Ha participado en el departamento de dirección de arte trabajando en películas como  El Cometa, Perfume de violetas, Frida Naturaleza viva, El Coronel no tiene quien le escriba, entre otras. Ganó el Ariel 2001 y Pantalla de Cristal 2006 como directora de arte. Ganó con Las Brujas del Radio el 1er lugar en guion en el Concurso Internacional de ideas para la producción de largometraje animado para niños Divercine, Uruguay, Alemania, y con Niño de mis Ojos, ganó Mención Especial Cut Out Fest 2009, Fue nominada para el Premio Ariel en 2009 en la categoría Mejor Película de Animación. Ha sido seleccionada en más de 20 festivales Internacionales como Annecy en Francia, Animamundi en Brasil entre otros. En televisión, participó en la dirección y realización de animación para Disney Channel. Ha publicado obra como ilustradora en editoriales como CONAFE, El Naranjo, IFE, CONAPRED, CARITAS. 
Forma parte del Sistema Nacional de Creadores 2011-2013 y 2003-2005. Experimenta las posibilidades de las técnicas “tradicionales” de animación aplicadas con sistemas digitales. El aprendizaje autodidacta dentro de la animación se vio reflejado en la publicación de su libro Guía para los Animados editado por IMCINE, Conaculta y Secturc. Dirige La Primera Sonrisa, largometraje documental sobre el tema del nacimiento respetado y la sexualidad femenina. Seleccionado en el Festival Internacional de Cine de Morelia, AMBULANTE 2016, DocsDF 9º entre otros.Sus proyectos  integran las diferentes experiencias a los que se ha entregado en busca de su propia expresión artística dirigiendo y realizando animación  experimental y documental, vinculada siempre a los niños, las mujeres y la educación en valores y derechos.

## Filmografía
- 2022 - “Mi piel oculta” Dirección, Animación y coproducción. Largometraje Documental.
- 2015 - “Voces. Cipotes, patojos y bichos migrantes y refugiados en México". Dirección y animación. ACNUR, La Gota Gorda.
- 2014 - “La Primera Sonrisa” Dirección, coproducción y animación. Largometraje Documental.
- 2012 - “Las Sufragistas”. Animación y gráfica. Dir Ana Cruz.
- 2010 - “El sueño de Luisa”. Dirección de arte. Dir. Carlos Dávila. IMCINE.
- 2009 - “La sirena y el buzo”. Animación y gráfica. Dir. Mercedes Moncada. México- España.
- 2008 - “Niño de mis ojos”. Dirección, guion y animación. Cortometraje animado.
- 2006 - “Polvo de Ángel”. Dirección de Arte, largometraje Dir. Oscar Blancarte.
- 2006 - “Bajo los escombros". Dirección de  Arte. Dir: Carlos Dávila.
- 2005 - “No estás solo”. Animación. CONAPRED.
- 2005 - “Caras”. Animación. CONAPRED.
- 2002 - “¿Sabes qué?”. Dirección y realización. Disney Channel.
- 2001 - “Perfume de Violetas”. Dirección de Arte. Dir. Maryse Sistach.
- 2000 - “El país de no pasa nada”. Dirección de Arte. Dir. Ma Carmen de Lara.
- 1998 - “El Coronel no tiene quien le escriba”. Diseño de Vestuario. Dir. Arturo Ripstein.
- 1997 - “El Cometa”. Diseño de producción. Dir. Maryse Sistach.
- 1993 - “Sismos, saber que hacer”. Animación. Spots gubernamentales.
- 1992 - “ZAZ”. Animación. Diseño de cortinillas e Imagen Corporativa para canal Infantil de Multivisión.
- 1992 - “Salvar la tierra”. Serie de 10 animaciones. Multivisión
- 1990 - “Anoche soñé contigo”. Diseño y realización de vestuario. Dir. Maryse Sistach.
- 1989 - “Lola”. Foto fija y maquillaje. Dir. María Novaro.
- 1988 - “Los pasos de Ana”. Actuación. Dir. Maryse Sistatch.
- 1987 - “Barroco” Asistencia de dirección y Diseño de vestuario y maquillaje prehispánico. Dir. Paul Leduc.
- 1984 - “Una isla rodeada de agua”. Dirección de arte y efectos especiales. Dir. María Novaro.
- 1984 - “Yalaltecas”, Foto fija y animación. Documental. Dir. Sonia Fritz. Colectivo Cine-Mujer.
- 1984 - “Frida. naturaleza viva”. Diseño y realización de maquillaje. Dir. Paul Leduc.
- 1983 - "NKS". Animación y dirección. Documental.
- 1982 - “Vida de Ángel”. Animación y documental. Colectivo Cine-Mujer.
- 1981- "Es primera vez". Animación y documental. Colectivo Cine-Mujer.
- 1976 - “¿Y si eres mujer?”. Dirección y realización. Cortometraje animado.
- 1975 - "Wirikuta. La costumbre". Animación. Documental. Dir. Scott S. Robinson.
- 1975 -  "Mentirosa”. Dirección y realización. Cortometraje animado.